# Henry Hutchinson
Henry Hutchison (12 de fevereiro de 1997) é um ruguebolista de sevens australiano.

## Carreira
Henry Hutchison integrou o elenco da Seleção Australiana de Rugby Sevens 8º colocada na Rio 2016.